# Fépin
Fépin település Franciaországban, Ardennes megyében. Lakosainak száma 236 fő (2022. január 1.). Fépin Haybes és Montigny-sur-Meuse községekkel határos.

## Népesség
A település népességének változása:
| Lakosok száma | 294  | 288  | 263  | 262  | 285  | 272  | 265  | 268  | 258  | 236  |
|               | 1968 | 1982 | 1990 | 2006 | 2013 | 2015 | 2017 | 2019 | 2020 | 2022 |